# تكنوين تزيمي (اد اسعيد أوبراهيم)
تكنوين تزيمي هو دُوَّار يقع بجماعة تاغجيجت، إقليم كلميم، جهة كلميم واد نون في المملكة المغربية. ينتمي الدوّار لمشيخة اد اسعيد أوبراهيم التي تضم 4 دواوير. يقدر عدد سكانه بـ 219 نسمة حسب الإحصاء الرسمي للسكان والسكنى لسنة 2004.

## روابط خارجية
- البوابة الوطنية للجماعات الترابية نسخة محفوظة 12 مارس 2018 على موقع واي باك مشين.
- المندوبية السامية للتخطيط